# モントリオール万国博覧会
モントリオール万国博覧会（モントリオールばんこくはくらんかい、Expo 1967）は、1967年4月28日から10月27日までカナダ・モントリオールで開催された国際博覧会（第1種一般博）である。カナダ建国100周年記念として開催された。テーマは「人間とその世界」。62ヶ国が参加し、183日の会期で5,031万人が入場した。

## 概要

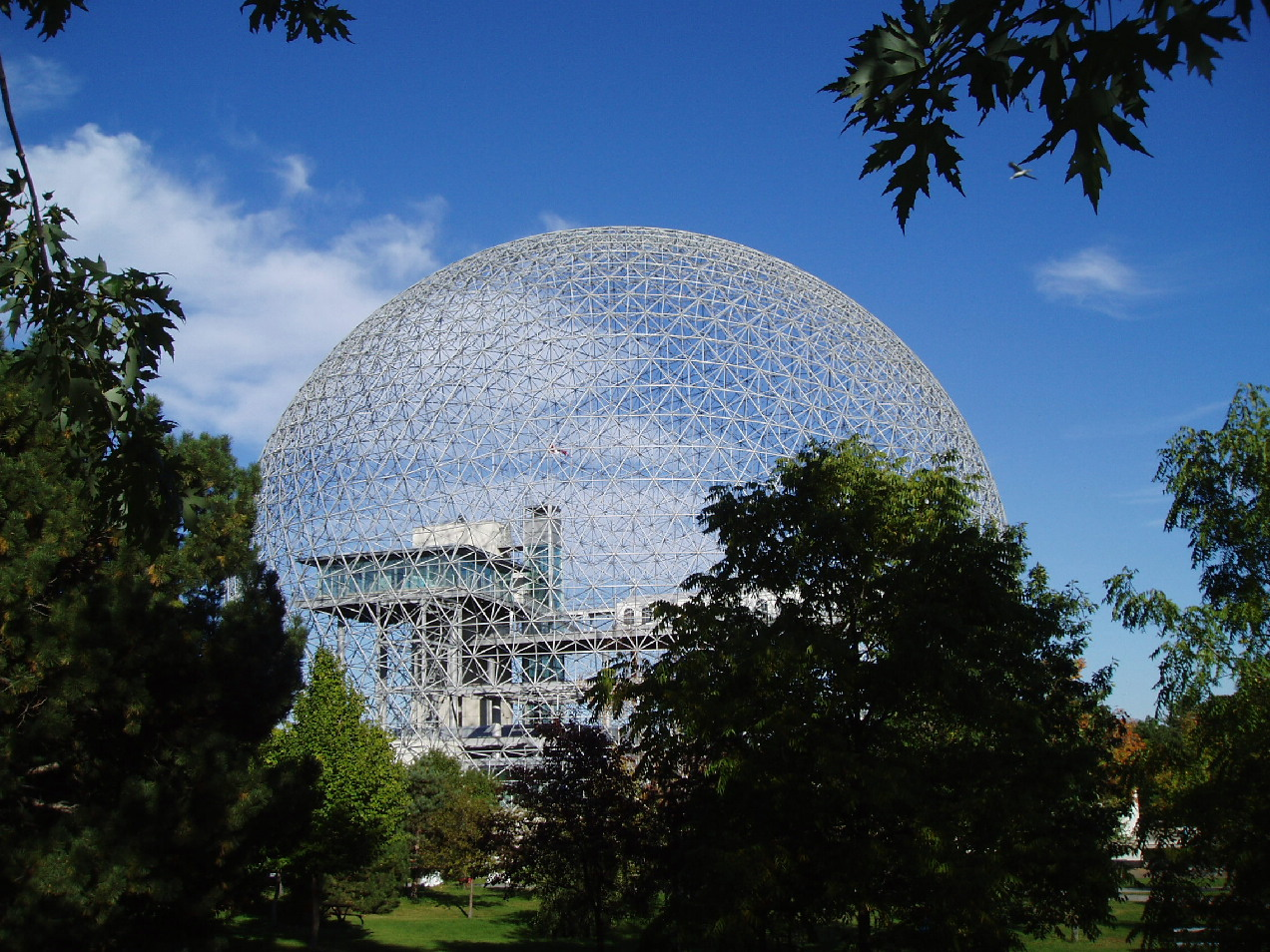
バックミンスター・フラー設計のアメリカ館「バイオスフェア」

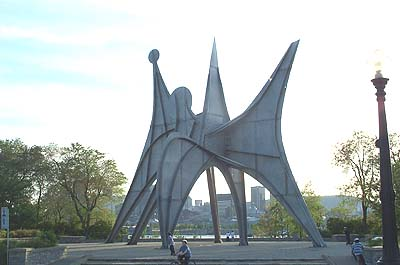
アレクサンダー・カルダーのスタビル『人』、モントリオールの1967年万博会場跡で

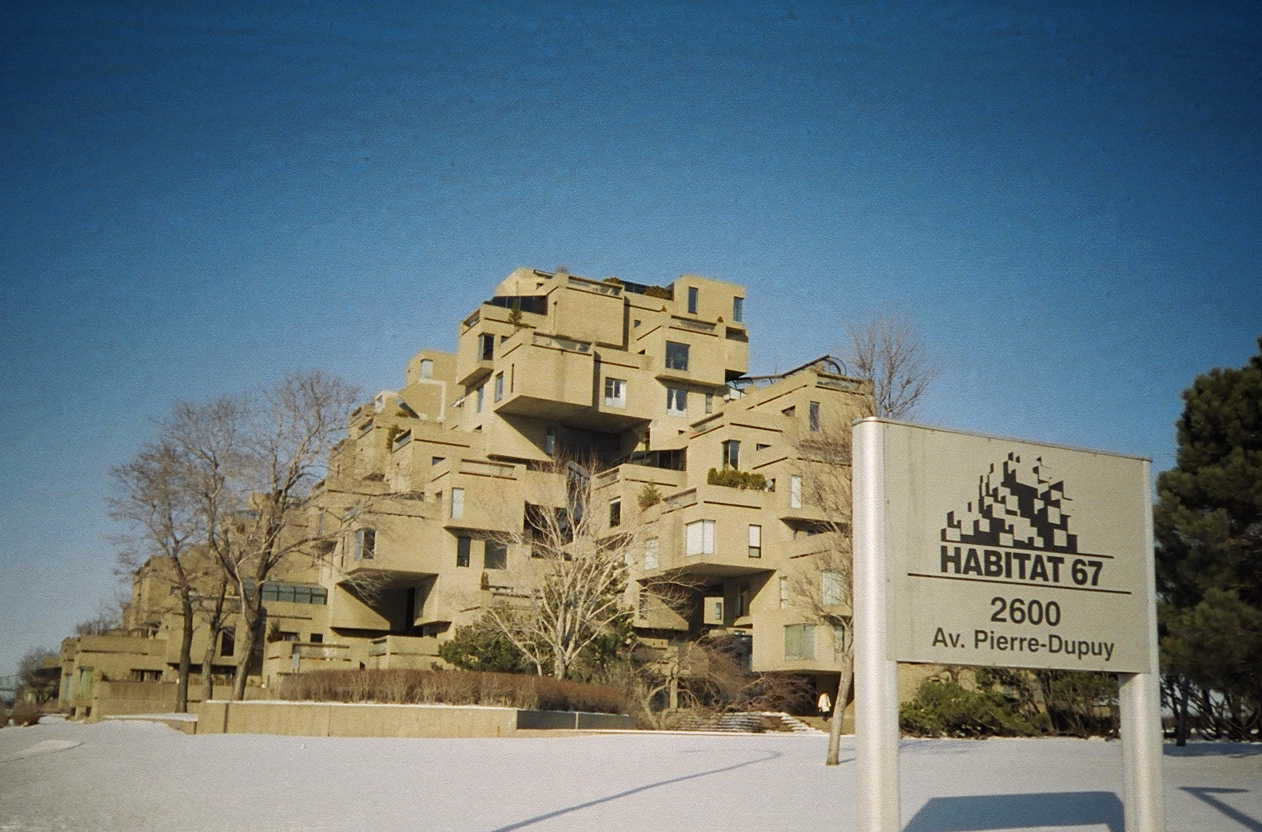
モントリオール万博の一部として建設された集合住宅「ハビタット67」

モントリオール万国博覧会はカナダ建国100周年記念として企画された。当時もともと1967年の万国博覧会は、ロシア革命50周年記念行事としてソビエト連邦・モスクワでの開催が決定していたものが中止の決定を受け、1962年にカナダでの開催が決定した。決定当時、カナダ国内での開催について、国民の支持はあまり得られていなかったが、モントリオール市長および組織委員会スタッフなどが政治的・物理的ハードルを乗り越え、開催に至った。
会期中の1967年7月24日には、万博訪問のために訪れていたフランスのシャルル・ド・ゴール大統領が、モントリオール市の群集を前に「自由ケベック万歳!」（Vive le Québec libre! ）と発言する事件が起こっている。これはカナダとフランスとの間の外交問題になっただけでなく、ケベック州分離運動の火に油を注ぐ結果ともなった。
1967年10月の万博終了後、「人間とその世界」とテーマ設定された会場及びパビリオンの多くは、1968年から1981年まで夏期のみ開業し続けた。当初の設計では長期間存続させる建築ではなかったため、老朽化が進み多くは撤去されることとなった。今日では万博跡地は一部存続させた建物を除き、公園及びリクリエーション施設として使用されている。カナダでは現在でも、モントリオール万博をカナダ最高の文化イベントのひとつだったと考えている人が多い。

## 開催までの経緯

### 背景
1967年万博開催の案は、1956年にさかのぼる。当時の保守党上院議員マーク・ドルアンがブリュッセル万博で、カナダが建国100年を迎えるので記念として万博開催をするべきではないかと演説したことに始まる。当初、開催はトロントに提案されたが当時の政治家が案を拒否。しかしモントリオール市長サルト・フルニエが同意しカナダが次回の博覧会国際事務局（BIE）に万博招致を申し入れることとなった。1960年パリで開催されたBIE会議では、モスクワがオーストリアとカナダを破り開催権利を獲得したが、1962年にソビエト連邦が財政面の不安と、訪問客による西側文化の持ち込みを懸念し、開催権利を返上した。新市長ジャン・ドラポーは政府に働きかけ再招致を試み、1962年に正式にBIEが開催地を変更しカナダでの開催が決定した。

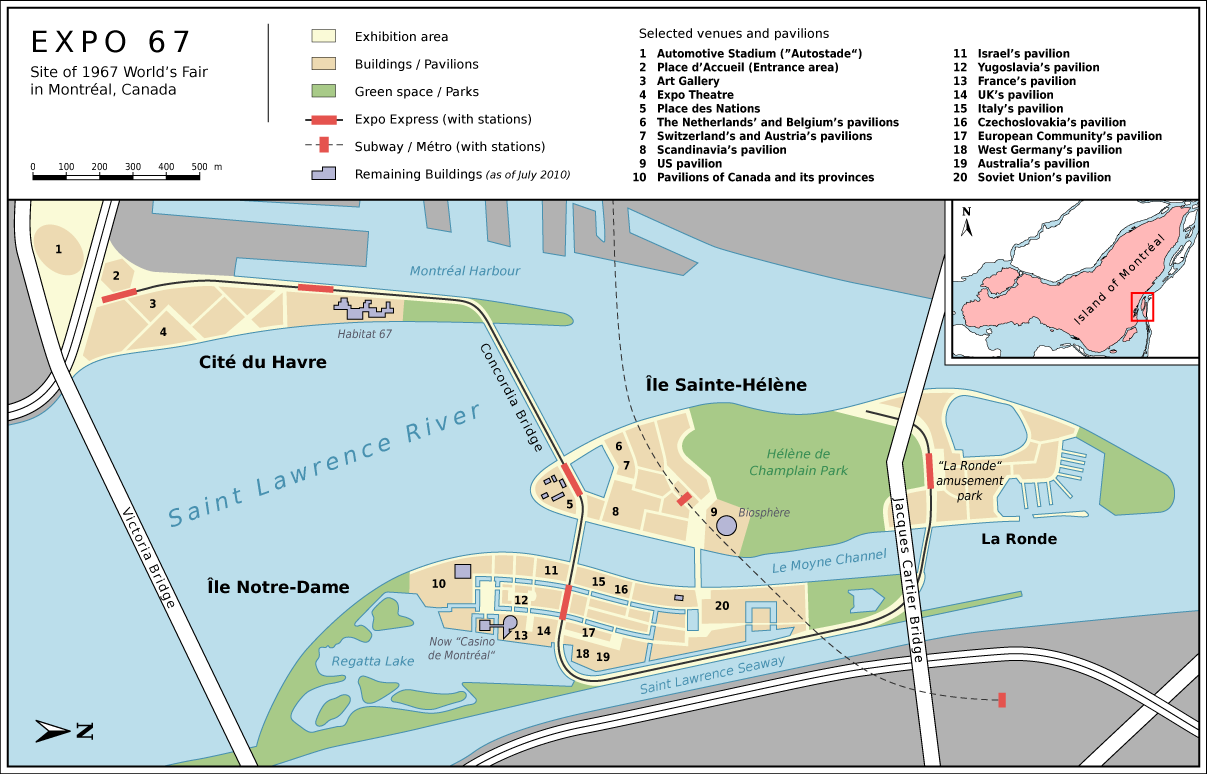
モントリオール万博会場図。セントローレンス川の中洲のセントヘレナ島（Île Sainte-Hélène）と、その南東の人工島ノートルダム島（Île Notre-Dame）が主会場となった（現在は両方の島がジャン・ドラポー公園となっている）。会場内はExpo Expressという鉄道で結ばれた。

モントリオールではモン・ロワイヤル公園などいくつかの開催地が検討されたが、ドラポー市長の案はセントローレンス川に新しい人工島（「ノートルダム島」）を建設し会場とすることだった。周辺の都市からは土地の高騰などの不安のため反対意見が出された。

### 主要人物
準備当初は難航し、1963年に組織委員会の幹部の多くが辞職。理由として当時のコンピューターがイベント準備が間に合わないと予測した こともあるが、4月の総選挙で自由党のレスター・ピアソンが勝利したことが上げられる。カナダ進歩保守党のジョン・ディーフェンベーカー元首相が万博運営会社の役員を任命していたからで、辞職を強いられたとされる  。
ディーフェンベーカーが任命していた組織委員会会長ポール・ビアンヴニュが1963年に辞任した後、外交官ピエール・デュピュイが任命された。彼の主要業務は万博に建設する外国のパビリオンを誘致することとなり、1964年と1965年のほとんどを125か国を訪問することに費やした。その際、デュピュイ会長の右腕として辣腕を揮ったのが副会長兼運営会社副社長のロバート・フレッチャー・ショーであった。彼の元で万博の準備・建設・運営を切り盛りしたのがアンドリュー・ニーワッサー率いる「レ・デュー（タフなやつら）」と呼ばれるグループだった。
歴史家ピエール・バートンによると、万博の「成功の鍵」は英語を話すコミュニティーとフランス語を話すコミュニティーの協力だったと言う。ケベック（フランス語系）の感性、英語系の実践力。

### テーマ決定
1963年に、カナダ国立美術館館長のアラン・ジャービス、小説家のヒュー・マクレナンやガブリエル・ロワ、地球物理学者のツゾー・ウィルソン、都市計画のクロード・ロビラールなどのカナダの有識者がモンテベロのシャトー・モンテベロに集まり開催テーマを検討した。採択された「人間とその世界」（英語: Man and his World : フランス語: Terre des Hommes）は1939年のサン＝テグジュペリの随筆集『人間の土地』（Terre des Hommes）にちなんで選ばれた。
総合テーマ「人間とその世界」に基づき、下記の17の要素を設定。

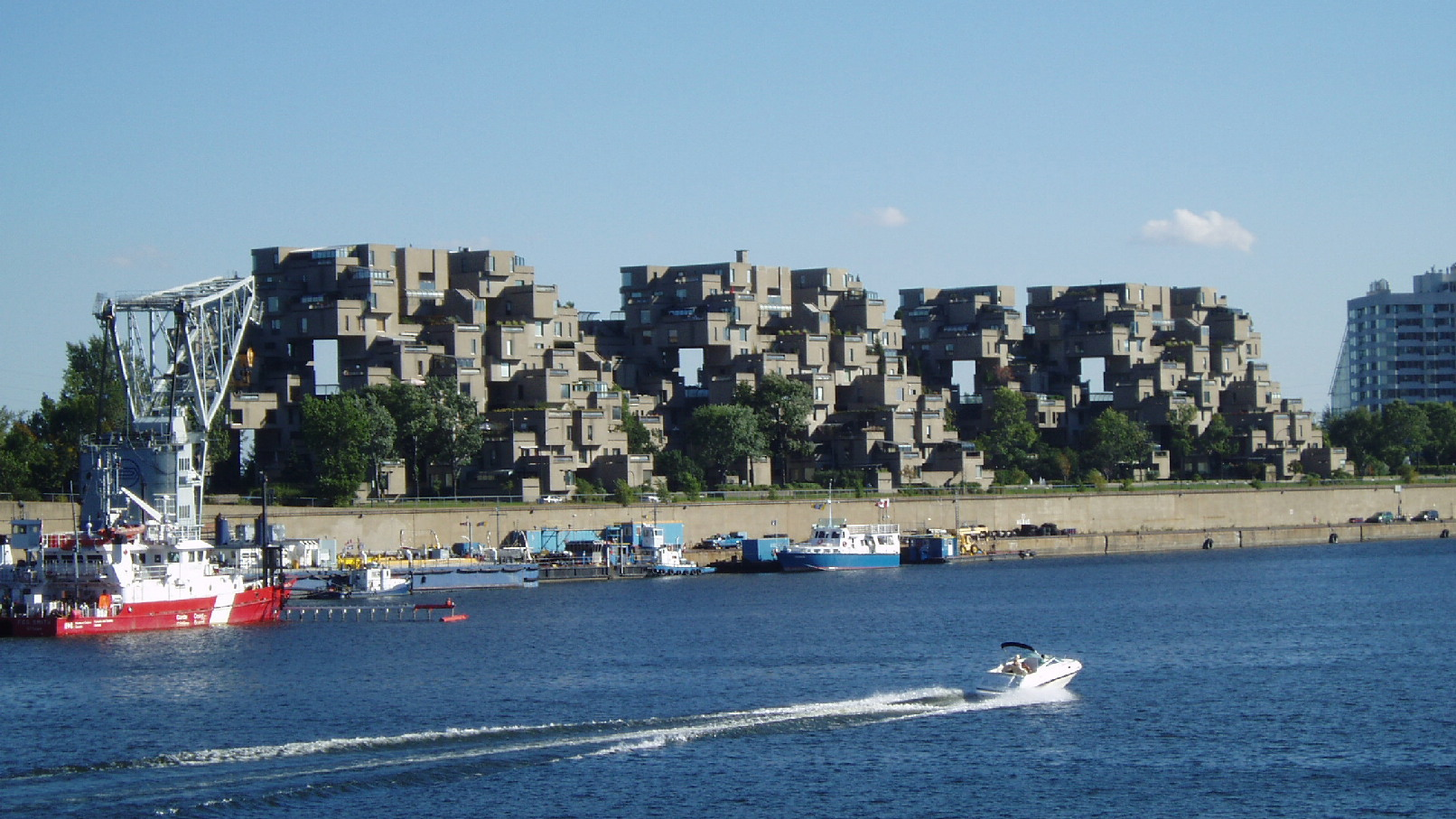
モントリオール万博のために建設された住居建築「ハビタット67」

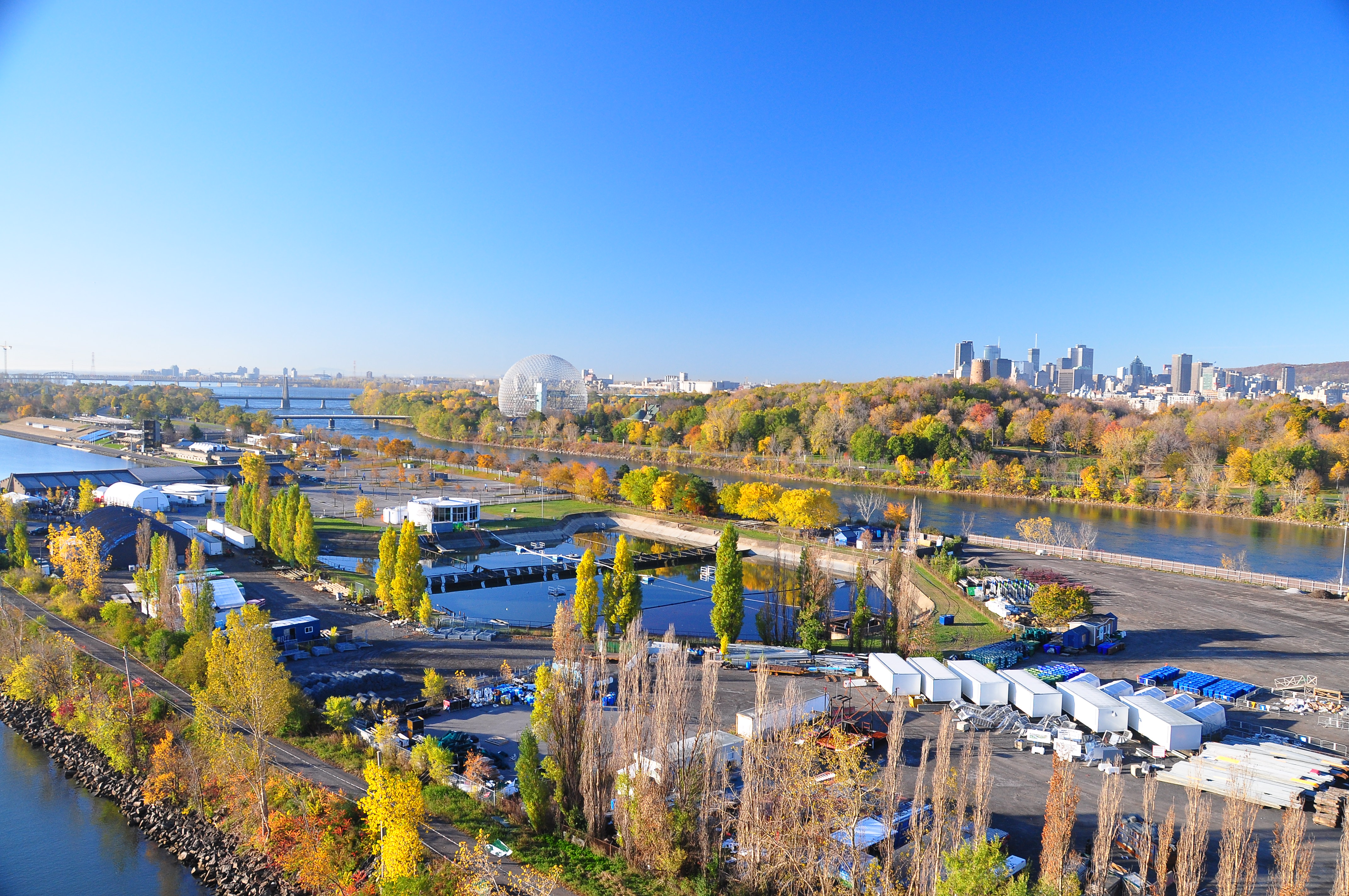
現在のノートルダム島（万博会場跡地）

- デュポン・カナダ公会堂（Du Pont Auditorium of Canada）：372席のホールで哲学と科学のテーマ展示[5]。
- 「ハビタット67」
- ラビリンス
- 人間と健康
- コミュニティーの中の人間
- 冒険者・人間：人間-その惑星と宇宙、人間と生命、人間と海洋、人間と極地域
- 創造者・人間：美術ギャラリー、現代彫刻、工業デザイン、写真
- 生産者・人間：人間のための資源、管理された人間、進歩
- 供給者・人間

## エピソード
- 1970年代のテレビシリーズ『宇宙空母ギャラクティカ』のエピソード「地球からの挨拶パート2」は、1979年に万博会場で撮影され、万博会場の建造物は、遠い昔の戦争で人々が皆殺しにされた異星の都市を表現するために使用された[6]。
- 次回1970年開催予定の大阪万博PR使節として、歌手・坂本九が5月13日、日本館に出演し『スキヤキ』『世界の国からこんにちは』などを歌唱している[7]。
- 日本は当時の先端技術紹介の意図でテレビ電話や屋外に国産車を展示したが、多くは単なる陳列が主体となり、商品の見本市のようだと不評であった。また、万博の商業利用の禁止という理念に反するとして批判を受け、次の日本での万博不参加を表明する国も現れた。